# Папа Луције I
Луције I је био двадесет други папа, наследник Корнелија од 25. јуна 253. до 5. марта 254. Родио се у Риму, непознатог датума. Отац му се звао Порфиријан. Изабран је за папу након прогона папе Корнелија, а и он сам је био прогнан, иако је на крају ипак добио дозволу да се врати. Погинуо је у егзилу.

## Погребни остаци и сахрањивање
Сахрањен је на гробљу св. Калиста. Касније су његове мошти пренете у цркву св. Цецилије и налазе се уз мошти св. Цецилије. Његова глава као реликвија, доспела је у Данску око 1100. и сада се налази у катедрали св. Ансгара у Копенхагену. Заштитник је данске покрајине Зеланд.

## Светац од 4. марта
Слави се као светац 4. март.